# Turquestão (cidade)
Turquestão ou Turquistão (em cazaque: Түркістан; romaniz.: Türkıstan), no passado conhecida como Hazrat-i Turkestan, Iasi e Shavgar, é uma cidade e a capital do oblys (região administrativa) homónimo, no sul do Cazaquistão. O município tem 196,3 km² e em 2021 tinha 179 730 habitantes.
Situa-se a menos de 40 km a norte do margem direita do rio Sir Dária, 160 km a noroeste de Shymkent, 290 km a sudeste de Qyzylorda, 820 km a oeste de Almati e 280 km a norte de Tasquente. É uma das paragens da ferrovia Transaral, a meio caminho entre Qyzylorda e Tasquente.
Em termos turísticos e patrimoniais, Turquestão é conhecida principalmente pelo Mausoléu de Khoja Ahmed Yasawi, construído por Tamerlão na década de 1390 e classificado como Património Mundial pela UNESCO. Em março de 2021 foi proclamada "Capital Espiritual do Mundo Túrquico" pelo Conselho Túrquico.

## História
Os registos arqueológicos atestam que a cidade já existia no século VII d.C. Tornou-se um centro de comércio importante após a queda de Otrar (também chamada Farabe), a cidade medieval cujas ruínas se encontram cerca de 60 km a sul de Turquestão, junto à margem direita do Sir Dária. Durante a maior parte da Idade Média e até aos séculos XVI e XVII, foi conhecida como Iasi e Shavgar, passando depois a ser mais conhecida como Turkistan e Hazrat, nomes que derivam do título Hazrat-i Turkestan, que literalmente significa "Santo do Turquestão" (onde Turquestão se refere à região e não à cidade), uma referência a Khoja Ahmed Yasawi, um xeique sufista e poeta do século XII que viveu e morreu na cidade, onde está sepultado.